# Alexis Arquette
Alexis Arquette (ur. 28 lipca 1969 w Los Angeles, w stanie Kalifornia, zm. 11 września 2016 tamże) – amerykańska aktorka, transkobieta i kabaretowa drag performer.

## Życiorys

### Wczesne lata
Alexis Arquette była osobą transseksualną. Urodziła się jako Robert Arquette, czwarty z pięciorga dzieci aktora Lewisa Arquette (ur. 14 grudnia 1935 – zm. 10 lutego 2001), który przeszedł z katolicyzmu na islam, i polskiej Żydówki Mardi (z domu Nowak; zm. 8 sierpnia 1997 na nowotwór złośliwy sutka), znanej także jako Olivia, aktorki, hipiski, poetki, operatorki teatralnej i aktywistki politycznej, pochodziła z rodziny, która wyemigrowała z Polski i Rosji. Jej dziadek ze strony ojca – Cliff Arquette był aktorem. Była daleko spokrewniona z amerykańskim odkrywcą Meriwetherem Lewisem.
Jej starsze rodzeństwo to Rosanna (ur. 10 sierpnia 1959), Richmond (ur. 21 sierpnia 1963) i Patricia (ur. 8 kwietnia 1968), miała też młodszego brata Davida (ur. 8 września 1971).

### Kariera
Mając dwanaście lat, pojawiła się w teledysku zespołu rockowego z San Francisco The Tubes – pt. "She's a Beauty".  W 1986 roku Arquette zadebiutowała na dużym ekranie w roli Alexis, androgynicznej przyjaciółki i kochanki seksualnie ambiwalentnego nastolatka Maxa Whitemana (Evan Richards) w filmie Włóczęga z Beverly Hills.
W wieku dziewiętnastu lat zagrała rolę transpłciowej pracownicy seksualnej o imieniu Georgette w dramacie kryminalnym Uli Edela Piekielny Brooklyn (Last Exit to Brooklyn, 1989). Występowała pod pseudonimem „Niszczycielska Ewa” (ang. Eva Destruction). Zagrała potem drugoplanowe role w dramacie Gary'ego Sinise Myszy i ludzie (Of Mice and Men, 1992), czarnej komedii sensacyjnej Quentina Tarantino Pulp Fiction (1994), melodramacie komediowym Ich troje (Threesome, 1994) z Larą Flynn Boyle, Stephenem Baldwinem i Joshem Charlesem oraz melodramacie sensacyjnym Żegnaj Ameryko (Goodbye America, 1997) z udziałem Michaela Yorka.
W romantycznej komedii muzycznej Od wesela do wesela (The Wedding singer, 1998) z Adamem Sandlerem i Drew Barrymore pojawiła się jako fanka Boya George’a i zaśpiewała klasyczny przebój „Do You Really Want to Hurt Me?”.
We wrześniu 2005 Arquette gościła w 6. sezonie programu VH1 The Surreal Life. 31 stycznia 2007 pełniła funkcję jury w premierowym odcinku reality show Bravo Top Design. W 2007 pojawiła się w teledysku do przeboju Robbie'go Williamsa „She’s Madonna”.
Występowała jako drag queen w kabaretach i show. Bywała zapraszana do telewizyjnych dyskusji o granicach płci.

### Życie prywatne
W 2004 roku Arquette wyraziła zainteresowanie poddaniem się terapii korekty płci w postaci terapii hormonalnej i ostatecznie operacji korekty płci, którą zrealizowała w 2006 roku, w wieku blisko 40 lat. Jej doświadczenia zostały udokumentowane w filmie Alexis Arquette. Ona jest moim bratem (Alexis Arquette: She's My Brother), który zadebiutował na Tribeca Film Festival w 2007 roku. Arquette wspierała również inne osoby transpłciowe, w tym Chaza Bono, który przeszedł tranzycję płciową niedługo po niej.
Arquette zaraziła się HIV w 1987 roku. W dalszym swoim życiu Arquette cierpiała na zły stan zdrowia w wyniku bycia nosicielem wirusa HIV. W 2013 roku, pośród tych narastających komplikacji, Alexis zaczęła ponownie prezentować się jako mężczyzna. Jej brat David Arquette powiedział, że Alexis była „podejrzana pod względem płci” (ang. "gender suspicious") i na przemian w różnych momentach czuła się jak mężczyzna lub kobieta. Arquette została wprowadzona w śpiączkę farmakologiczną i zmarła 11 września 2016 roku, w otoczeniu bliskiej rodziny, w wieku 47 lat. W momencie śmierci bliscy puścili utwór Starman, autorstwa Davida Bowie. Oficjalną przyczyną śmierci było zatrzymanie akcji serca na skutek zapalenia mięśnia sercowego będącego powikłaniem AIDS.

## Filmografia

### Filmy fabularne
- 1989: Piekielny Brooklyn (Last Exit to Brooklyn) jako Georgette
- 1990: Gavre Princip – Himmel unter Steinen jako Milan
- 1990: High Score jako Yago/Freddie
- 1992: Uciec od codzienności (Jumpin' at the Boneyard) jako Dan
- 1992: Ostatni dreszcz (Terminal Bliss) jako Craig Murphy
- 1992: Plaża cudów (Miracle Beach) jako Lars
- 1992: Myszy i ludzie (Of Mice and Men) jako Whitt
- 1993: Grief jako Bill
- 1993: Dotyk przeznaczenia (The Killing Box) jako kapral Dawson
- 1993: Jack Be Nimble jako Jack
- 1994: Poza prawem (Frank and Jesse) jako Charlie Ford
- 1994: Ich troje (Threesome) jako Dick
- 1994: Zakochani (Don't Do It) jako David
- 1994: Don't Do It jako David
- 1994: Pulp Fiction jako facet #4
- 1995: Paradise Framed
- 1995: Brzemię białego człowieka (White Man's Burden) jako Panhandler
- 1995: Frisk jako Punk (trzecia ofiara)
- 1995: Days of the Pentecost jako Mechanik
- 1996: Never Met Picasso jako Andrew Magnus
- 1996: Cosas que nunca te dije jako Paul
- 1996: Kiss & Tell jako Cannibal
- 1996: Czasem oni wracają (Sometimes They Come Back... Again) jako Tony Reno
- 1996: Sream, Teen, Scream jako Lisa Marie
- 1997: Żegnaj Ameryko (Goodbye America) jako Paul Bladon
- 1997: Inside Out jako Adam
- 1997: Chyba tak... (I Think I Do) jako Bob
- 1997: Close To jako Deaf Mute
- 1998: Dzieci kukurydzy V: Pola grozy (Children of the Corn V: Fields of Terror) jako Greg
- 1998: Zabójcza miłość (Love Kills) jako James
- 1998: Koszmarna wizja (Cleopatra's Second Husband) jako Alex
- 1998: Od wesela do wesela (The Wedding singer) jako George
- 1998: Fool's Gold jako Mark
- 1998: Narzeczona laleczki Chucky (Bride of Chucky) jako Howard Fitzwater/Damien Baylock
- 1999: Cała Ona (She's All That) jako Mitch
- 1999: Out in Fifty jako Kim
- 1999: Clubland jako Steven
- 1999: Tomorrow by Midnight jako Sidney
- 2000: The Price of Air jako Willy
- 2000: Życie chłopców 3 (Boys Life 3) jako Adam
- 2000: Citizens of Perpetual Indulgence jako Policjant
- 2000: Piccadilly Pickups
- 2001: Audit jako Richard
- 2001: The Woman Every Man Wants jako Onix
- 2002: The Trip jako Michael
- 2002: Spun jako glina
- 2002: Boxer Shorts jako Richard
- 2003: Killer Drag Queens On Dope jako Ginger
- 2003: Kino w mojej głowie (The Movie Hero) jako Strange
- 2003: Wasabi Tuna jako Santa Ana Anna
- 2005: Królowie Dogtown (Lords of Dogtown) jako Tranny
- 2005: Hubert Selby, Jr.: It'll Be Better Tomorrow jako ona sama
- 2010: Here & Now jako Ramona
- 2010: Znokautowani (Hard Breakers) jako panna Independence
- 2011: Getting Back to Zero jako Judy

### Filmy TV
- 1991: The Hollow Boy jako Werner Hauser
- 1994: Oszukane serce (Lies of the Heart: The Story of Laurie Kellogg) jako Denver McDowell
- 1995: Śmiertelny weekend (Dead Weekend) jako Mc Hacker

### Seriale TV
- 1989: Alien Nation jako John Barrymore
- 1995: Roseanne jako December Bride
- 1999: The Strip jako Cleo
- 1999-2000: Rekiny i Płotki (Beggars and Choosers) jako Larry/Lola
- 2000: Felicity jako Jim
- 2001: Nagi patrol (Son of the Beach) jako Beverly
- 2001: Przyjaciele (Friends) jako The Waiter in Drag
- 2001: Xena: Wojownicza księżniczka (Xena: Warrior Princess) jako Kaligula
- 2005: Poszukiwany (Wanted) jako Paula
- 2008: Californication jako kobieta w celi